# 長坂昌国
長坂 昌国（ながさか まさくに、生没年未詳）は、戦国時代の武将。甲斐武田氏の家臣。源五郎。左衛門尉。筑後守。

## 略歴
武田信玄の奥近習六人衆の1人である。武田家臣である長坂釣閑斎国清の子として生まれ、武田家の嫡男である武田義信に仕えた。『甲陽軍鑑』によれば、永禄7年（1564年）に義信傅役の飯富虎昌をはじめ源五郎や曽根周防守らが信玄暗殺を密謀するがこの計画は事前に露見し、永禄8年6月に源五郎を含め虎昌以下の首謀者が処刑された。この事について、信玄が「飯富虎昌が我々の仲（信玄と義信）を引き裂こうとする密謀が発覚した」「義信との親子関係に問題はない」という趣旨の手紙を小幡源五郎に送ったとされている。義信は事件から、二年後に病死した。
一方で、甲斐二宮美和神社の奉加帳（『山梨県史』資料編所載）には永禄8年6月に源五郎・曽根らによる太刀奉納が記されており、これは事件発覚の年次が『軍鑑』の誤記で、実際には永禄8年7月のことであったと考えられている。
また、義信事件に関与して処刑された（切腹）のは、昌国ではなく、父の従弟の清四郎勝繁であるとされ、実際には父と運命を共にし、天正10年（1582年）3月の織田信長の武田征伐の際に自害したとされる。今福氏の養子に入った実弟の昌常は生き残り、徳川氏に仕え、長坂氏の血脈を伝えている。